# Hemileuca suffusa
Hemileuca suffusa är en fjärilsart som beskrevs av Cockerell 1914. Hemileuca suffusa ingår i släktet Hemileuca och familjen påfågelsspinnare. Inga underarter finns listade i Catalogue of Life.